# Я є (фільм)
«Я є» («Aš esu») — радянський художній фільм 1989 року, знятий режисерами Ромасом Лілейкісом і Стасісом Мотеюнасом на Литовській кіностудії.

## Сюжет
Поетична повість. Імпровізація за мотивами повісті А.Маркявічюса «Привиди з підземелля».
У старому районі Вільнюса мешкає хлопчик Йонукас, незвичайний фантазер. Живе з бабусею, тужить за мамою, яка постійно зникає з дому. Батька у нього немає і не було. Бабуся ніжно іронізує: «Ти від святого духа.» Йонукас вбирає в себе життя, що вирує навколо. Його приваблює минуле, мучать зовсім не дитячі проблеми буття.

## У ролях
- Гедрюс Чайкаускас — Йонукас
- Владас Багдонас — фотограф/ доктор Фауст
- Повілас Будріс — вчитель/ чернець Альбіус
- Неле Савиченко-Клімене — мати
- Рута Сталілюнайте — бабуся
- Мінгайле Казлаускайте — дівчинка з ластовинням
- Олексій Аніщик — пан, запрошений на вечерю
- Алексас Бурніцкас — пан, запрошений на вечерю
- Бронюс Кіндуріс — чоловік у барі
- П. Нарунцас — епізод
- Зенонас Рочіс — епізод
- С. Станчікас — епізод
- Харольдас Танкявічюс — друг Йонукаса
- Юрій Григорович — чоловік у барі

## Знімальна група
- Режисери — Ромас Лілейкіс, Стасіс Мотеюнас
- Сценаристи — Ромас Лілейкіс, Стасіс Мотеюнас
- Оператор — Вікторас Радзявічюс
- Композитор — Аудрюс Бальсіс
- Художник — Вітяніс Лінгіс